# 청원구
청원구(淸原區)는 충청북도 청주시 북동부에 있는 구(區)로, 청주시의 4개 일반구 중 하나이다. 초정약수가 위치해 있으며, 청주국제공항과 충북선 철도의 오근장역, 청주공항역, 내수역이 있다. 또한 중부고속도로 오창 나들목과 증평 나들목이 청원구에 위치해 있다. 여러 기업체들과 해외투자기업들이 위치한 오창과학단지가 있고, 국립현대미술관 청주관이 위치해 있어, 청주공예비엔날레 등 여러 문화행사가 열리는 지역이기도 하다.

## 역사
- 2014년 7월 1일 청주시, 청원군 통합으로 신설, 구청은 기존 상당구청 사용

## 행정 구역
| 행정동     | 한자        | 면적   | 세대   | 인구    | 행정 구역 |
| ---------- | ----------- | ------ | ------ | ------- | --------- |
| 내수읍     | 內秀邑      | 55.37  | 8,929  | 21,549  |           |
| 오창읍     | 梧倉邑      | 80.20  | 25,246 | 61,266  |           |
| 북이면     | 北二面      | 47.46  | 2,514  | 5,008   |           |
| 우암동     | 牛岩洞      | 1.75   | 6,596  | 12,958  |           |
| 내덕1동    | 內德1洞     | 1.48   | 4,550  | 10,049  |           |
| 내덕2동    | 內德2洞     | 1.36   | 5,625  | 12,783  |           |
| 율량사천동 | 栗陽·斜川洞 | 8.54   | 19,203 | 49,753  |           |
| 오근장동   | 梧根場洞    | 18.87  | 7,070  | 19,076  |           |
| 청원구     | 淸原區      | 215.03 | 79,723 | 192,442 |           |

## 교통
- 항공 : 청주국제공항
- 철도 : 한국철도공사 충북선 청주공항역, 오근장역, 내수역

## 교육 기관
| - 청주대학교 - 충북보건과학대학교 - 청주신흥고등학교 - 청원고등학교 - 청주고등학교 - 청주여자고등학교 - 청석고등학교 - 오창고등학교 - 양청고등학교 - 충북상업정보고등학교 - 원봉중학교 - 율량중학교 - 주성중학교 - 청주중학교 - 내수중학교 - 각리중학교 - 오창중학교 - 양청중학교 - 청주중앙여자중학교 - 청주내덕초등학교 - 청주덕벌초등학교 - 청주덕성초등학교 - 청주북일초등학교 - 청주사천초등학교 - 청주새터초등학교 - 청주우암초등학교 - 청주율량초등학교 - 청주주성초등학교 - 청주주중초등학교 - 각리초등학교 - 청원초등학교 - 비룡초등학교 - 내수초등학교 - 수정초등학교 - 비상초등학교 - 북이초등학교 - 석성초등학교 - 대길초등학교 |

## 문화·관광
- 무심천
- 미호강
- 초정약수 : 세계 3대 약수로 유명한 초정약수의 산지이다. 근처에 초정약수 스파텔이 있다. 내수읍 초정리에 있다.
- 운보의 집 : 운보 김기창 화백이 생활했던 전통 가옥을 중심으로 운보 미술관과 야외 수석 공원, 연못, 정자 등이 있다. 운보 김기창의 미술품 관람과 더불어 자연을 함께 체험할 수 있다. 내수읍 형동리에 있다.
- 국립현대미술관 청주관 : 국가 미술품의 효율적인 수장, 보존과 전시를 위한 장소로, 한동안 버려져있던 청원구 내덕동 구 연초제조창을 리모델링하여 개관하였다.

## 관공서
- 충북지방경찰청
- 한국석유관리원